# Крайник-Ґурни
Крайник-Ґурни (пол. Krajnik Górny) — село в Польщі, у гміні Хойна Грифінського повіту Західнопоморського воєводства.
Населення — 151 особа (2011).
У 1975-1998 роках село належало до Щецинського воєводства.

## Демографія
Демографічна структура станом на 31 березня 2011 року:
|          | Загалом | Допрацездатний вік | Працездатний вік | Постпрацездатний вік |
| -------- | ------- | ------------------ | ---------------- | -------------------- |
| Чоловіки | 82      | 14                 | 62               | 6                    |
| Жінки    | 69      | 12                 | 43               | 14                   |
| Разом    | 151     | 26                 | 105              | 20                   |